# Червеникава чапла
Червеникава чапла (Egretta rufescens) е вид птица от семейство Чаплови (Ardeidae). Видът е почти застрашен от изчезване.

## Разпространение
Видът е разпространен в Антигуа и Барбуда, Аруба, Бахамските острови, Барбадос, Белиз, Венецуела, Гватемала, Доминика, Доминиканската република, Кайманови острови, Колумбия, Коста Рика, Куба, Мартиника, Мексико, Монсерат, Никарагуа, Пуерто Рико, Салвадор, Сейнт Китс и Невис, Сейнт Лусия, Сейнт Винсент и Гренадини, САЩ, Тринидад и Тобаго, Търкс и Кайкос, Хаити, Хондурас и Ямайка.